# Tifa Lockhart
Tifa Lockhart (Nhật: ティファ・ロックハート Hepburn: Tifa Rokkuhāto) là nhân vật giả tưởng trong trò chơi điện tử nhập vai Final Fantasy VII của hãng Square (nay là Square Enix). Người thiết kế và sáng tạo ra cô là Nomura Tetsuya. Tifa từng xuất hiện trong trò chơi đối kháng Ehrgeiz và đóng vai trò nhân vật quần chúng trong một số tựa trò chơi khác. Ngoài ra, cô cũng có mặt trong đoạn phim CGI nối tiếp của Final Fantasy VII cũng như tựa trò chơi Advent Children cùng với những trò chơi và phương tiện liên quan thuộc loạt Tổng hợp Final Fantasy VII.
Tifa vừa là thành viên của tổ chức khủng bố sinh thái, vừa là chủ sở hữu quán bar 7th Heaven ở khu ổ chuột của Midgar. Ngoài ra, cô còn là bạn thời thơ ấu của Cloud Strife, nhân vật chính của Final Fantasy VII. Trong trò chơi, cô là người thuyết phục Cloud gia nhập nhóm để có thể sát cánh cùng anh và giữ cho anh an toàn. Sau này, cô hỗ trợ anh cứu Planet khỏi nhân vật phản diện của trò chơi, Sephiroth. Những phần sau đó thuộc Tổng hợp Final Fantasy VII đã mở rộng cốt truyện của nhân vật Tifa. Trong phim Advent Children, cô cố gắng khuyên bảo Cloud hãy từ bỏ mặc cảm tội lỗi và bước tiếp trên đường đời sau khi đánh bại Sephiroth.
Tờ New York Times vinh danh Tifa Lockhart là người đẹp quyến rũ của "thế hệ công nghệ cao". Cô thường được đem ra so sánh với nhân vật hư cấu Lara Croft như một ví dụ về kiểu nhân vật nữ mạnh mẽ, tự do và cuốn hút trong các trò chơi điện tử. Truyền thông đã nhiều lần ca ngợi cả sức mạnh lẫn ngoại hình của nhân vật này, đồng thời mô tả cô là một trong những nhân vật nữ tuyệt vời nhất từng xuất hiện trong thế giới trò chơi điện tử.

## Sáng tạo và phát triển

Tifa trong Crisis Core. Mặc dù trang phục của nhân vật đã thay đổi, nhưng chiếc váy ngắn vẫn được giữ làm yếu tố chính trong thiết kế của cô ấy.

Nomura Tetsuya là người thiết kế nhân vật Tifa Lockhart. Cô không được giới thiệu trong 3 phiên bản đầu tiên của trò chơi Final Fantasy VII vì ban đầu, trò chơi chỉ có ba nhân vật người chơi. Nhân vật chính lúc đó bao gồm Cloud Strife,  Aerith Gainsborough và Barret Wallace. Tuy nhiên, trong một cuộc điện thoại với giám đốc dự án Kitase Yoshinori, có người đã gợi ý là nên để một nhân vật chính chết tại một thời điểm trong trò chơi. Sau nhiều cuộc thảo luận xem nhân vật đó nên là Barret hay Aerith thì nhà sản xuất đã chọn Aerith. Nomura sau đó nói đùa rằng đó là ý tưởng của ông để ông có thể đưa Tifa vào trò chơi. Dù vậy, ý tưởng về việc trò chơi có nhân vật nam chính và hai nữ chính xoay quanh anh là điều mà Kitase thích. Ông coi nó như một điều gì đó mới mẻ của loạt Final Fantasy. Nomura mô tả nhân vật Tifa trong Advent Children có rất nhiều chiều sâu, cho rằng cô giống "như người mẹ, người yêu và là chiến hữu nhiệt tình trên chiến trường" và "mạnh mẽ một cách phi thường cả về thể chất lẫn tinh thần."
Tifa được xếp vào lớp nhân vật "Monk" đã xuất hiện ở các phần trước của Final Fantasy. Cô có mái tóc đen dài cột lại theo kiểu đuôi cá, trang phục của cô là bộ đồ giản dị và đơn điệu với áo crop top trắng và váy ngắn màu đen. Cô cũng đi ủng và đeo găng tay màu đỏ với tay áo màu đen kéo dài từ cổ tay đến khuỷu tay. Váy của cô được giữ bởi đôi dây kéo màu đen và một tấm bảo vệ lớn bằng kim loại che khuỷu tay trái. Cô cao khoảng 5 feet 6 inches (167 cm) và có số đo 3 vòng là 36-24-35 inch (92-60-88 cm).
Ban đầu, Nomura gặp khó khăn trong việc quyết định nhân vật nên mặc váy ngắn hay quần dài. Để tìm ra câu trả lời, ông chuyển những bản phác thảo của mình tới khắp các văn phòng của Square và phần lớn nhân viên tán thành thiết kế váy ngắn. Điều này tương phản với Aerith vốn làm nên thương hiệu với "Váy dài". Lý do chọn trang phục được giải thích là để cô có thể tự do di chuyển do sở trường của cô là đấu tay đôi và chiếc váy bị cho là "ngắn cũn [...] thật sự rất lộ liễu". Trang phục thay thế của cô trong các phần liên quan cũng thiết kế theo kiểu như vậy. The developers additionally noted that due to her figure, her otherwise plain garments took on a pleasant appearance.
Khi sản xuất Final Fantasy VII: Advent Children, đồng đạo diễn Nozue Takeshi đã gặp khó khăn trong việc phát triển khung cơ thể của Tifa sao cho "cân đối nhưng vẫn thể hiện được những nét nữ tính của cô". Trang phục của cô cũng được tái thiết kế với trọng tâm là thể hiện đặc tính đó trong khi vẫn đảm bảo sự dễ chịu. Cô mặc một chiếc quần ngắn màu đen, mỗi bên ống quần có một dải ruy-băng, mặt trước và mặt sau chiếc quần đều có một mãnh tà màu đen. Ở trên là chiếc áo thun sát nách màu trắng mặc bên trong và chiếc áo vest sát nách màu đen có dây kéo bên ngoài, khi vào các trận chiến thì cô mang thêm chiếc gắng tay chiến đấu đặc trưng của mình. Tóc của Tifa thay đổi chỉ còn ngắn đến chấm lưng, không còn đuôi cá như thiết kế gốc. Có sự thay đổi này là do nhóm phát triển gặp khó khăn trong việc mô tả chuyển động của tóc dài. Màu đen và hiệu ứng ánh sáng của mái tóc cũng là vấn đề phát sinh.
Khi phát triển Final Fantasy VII Remake, Square đã sửa đổi ngoại hình ban đầu của Tifa để khiến cô trông giống thật hơn vì nhân viên nhận ra rằng thiết kế của cô sẽ không phù hợp với cảnh chiến đấu. Kết quả là cô được mặc thêm áo lót đen vừa vặn với cơ thể, tạo cho cô cảm giác năng động. Vì Cloud có thể hình thành mối quan hệ với Tifa hoặc Aerith nên nhóm phát triển nhận thấy người hâm mộ đang nghĩ rằng Square có thể ưu ái một trong hai nữ chính này hơn người còn lại. Khi nhìn lại, Square nói rằng Aerith có thể là nhân vật chính thực sự của trò chơi trong khi Tifa đóng vai trò quan trọng trong việc giúp nhân vật Cloud phát triển. Do đó, Square tuyên bố rằng cả Tifa và Aerith đều là nữ chính trong bản làm lại này.
Nomura nói rằng ông muốn nữ diễn viên Ito Ayumi lồng tiếng cho Tifa trong bộ phim Advent Children. Với diễn viên lồng tiếng cho Aerith đã được quyết định từ trước, Nomura yêu cầu Ito lồng tiếng cho Tifa vì cảm thấy "chất giọng khỏe khoắn" của Ito sẽ tạo ra sự tương phản tốt với giọng nhỏ nhẹ mà Sakamoto Maaya lồng vào Aerith. Nomura cũng lưu ý rằng sau khi hoàn thành công việc cập nhật thiết kế cho Tifa, nhóm sản xuất đã tranh luận về các chi tiết cuối cùng của cô. Tuy nhiên, khi Ito được chọn cho vai diễn, họ quyết định pha trộn nhiều đặc điểm từ nữ diễn viên lồng tiếng vào ngoại hình cuối cùng của nhân vật. Mitsumoto Ayaka lồng tiếng cho Tifa trong đoạn hồi tưởng của bản làm lại, đoạn mà Tifa lúc còn thiếu niên nói chuyện với Cloud. Việc tìm kiếm một giọng phù hợp với cô bé Tifa khiến Nomura và các nhân viên lo lắng trong quá trình thu âm.

Nữ diễn viên lồng tiếng người Anh là Rachael Leigh Cook đã trả lời trong một cuộc phỏng vấn cho Kingdom Hearts II rằng cô thích đóng vai Tifa và mô tả nhân vật "rất khỏe mạnh và giàu cảm xúc nhưng cũng rất nhạy cảm" và "rất có chiều sâu". Khi lồng tiếng cho Tifa, Cook đã nghe đoạn ghi âm giọng nói của Ito như cách để thực hiện vai diễn cho nhân vật. Cook cũng cảm ơn Nomura vì ông đã tạo ra bộ phim Advent Children mà cô yêu thích. Britt Baron thay thế cô lồng tiếng cho Tifa trong Final Fantasy VII Remake. Người lồng tiếng cho nhân vật Tifa tuổi teen trong phiên bản làm lại tiếng Anh là Glory Curda.

## Xuất hiện

### Final Fantasy VII
Trong Final Fantasy VII, Tifa là bạn thời thơ ấu của Cloud Strife kiêm chủ sở hữu quán bar 7th Heaven. Cô cũng là thành viên của tổ chức khủng bố AVALANCHE - tổ chức đối đầu với siêu tập đoàn Shinra trong việc sử dụng năng lượng Mako như một nguồn tài nguyên. Cô thuyết phục Cloud tham gia nhóm, theo dõi sát sao anh khi nhận thấy Cloud thay đổi. Tifa cũng theo chân Cloud trên hành trình anh đối đầu nhân vật phản diện của trò chơi, Sephiroth. Tuy Tifa không thể giữ cho anh thoát khỏi việc bị Sephiroth thao túng, nhưng cô đóng vai trò rất lớn trong việc giúp Cloud hồi phục sau khi tâm trí anh bị rạn nứt, để rồi cuối cùng, họ nhận ra tình cảm của nhau và cùng đánh bại kẻ thù chung là Sephiroth.

### Tổng hợp Final Fantasy VII

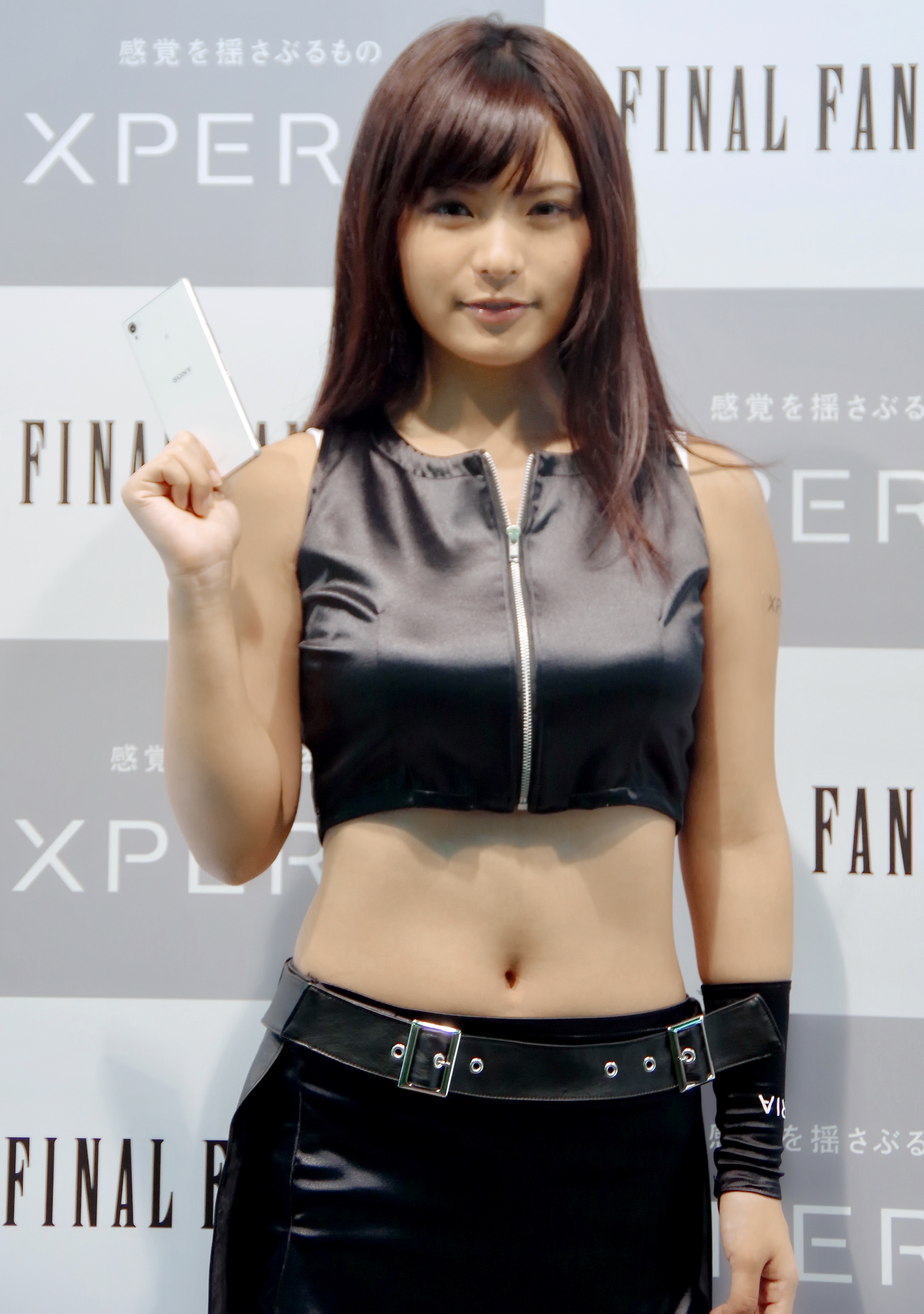
Advent Children phiên bản Tifa, do thần tượng áo tắm Hoshina Mizuki cosplay, khi quảng cáo cho Sony Xperia tại TGS 2014

Năm 2005, Tifa xuất hiện trong bộ phim CGI ''Final Fantasy VII: Advent Children'', lấy bối cảnh hai năm sau các sự kiện của trò chơi. Trong bộ phim này, cô đóng vai trò là chỗ dựa tinh thần vững chắc cho Cloud, thuyết phục anh hãy quên đi tội lỗi không chính đáng mà anh tự đặt lên chính mình. Ngoài ra, cô còn chăm sóc con gái nuôi của Barret Wallace là Marlene và một đứa trẻ khác là Denzel. Trong phim, cô chiến đấu chống lại Loz, một trong những nhân vật phản diện của phim và sau này cùng với những thành viên AVALANCHE phối hợp tiêu diệt Bahamut SIN. Nhà biên kịch Nojima Kazushige đã mô tả vai trò của cô trong phim là "rất giống bất kỳ người phụ nữ nào bị một người đàn ông bỏ lại phía sau". Ông nói rằng mặc dù ông không muốn Tifa là kiểu nhân quá bám víu người khác nhưng ông cũng muốn khắc họa cô đau khổ vì Cloud lạc lối. Trong kịch bản gốc của bộ phim, Tifa được dự định sẽ có một vai trung tâm trong bộ phim ngắn tiếp theo chỉ có cô, Cloud và một số đứa trẻ với câu chuyện xoay quanh một tin nhắn được gửi đến cho Cloud bởi ai đó.